# Galáxia anã de Cassiopeia
A Galáxia Anã de Cassiopeia (também conhecida como Andrômeda VII) é uma galáxia anã esferoidal a aproximadamente 2,58 milhões de anos-luz de distância na constelação de Cassiopeia. A Anã de Cassiopeia faz parte do Grupo Local de galáxias e é uma galáxia satélite da Galáxia de Andrômeda (M31).
A Anã de Cassiopeia foi encontrada em 1998, juntamente com o Anã de Pegasus, por uma equipe de astrônomos (Karachentsev e Kashibadze) na Rússia e na Ucrânia. A Anã de Cassiopeia e a Anã de Pegasus estão mais longe de M31 que suas outras galáxias companheiras conhecidas, mas ainda aparecem vinculadas a ela pela gravidade. A galáxia tampouco contém quaisquer jovens, massivas estrelas ou mostra vestígios de formação estelar recente. Em vez disso, ambas parecem dominadas por estrelas muito antigas, com idades de até 10000 milhões de anos.